# Zoo (groupe espagnol)
Pour les articles homonymes, voir Zoo.
Zoo, stylisé ZOO, également connu sous le nom Zoo Posse, est un groupe de rock fusion espagnol, originaire de Valence. Il est formé en 2014 à Gandia et se concentre sur le hip-hop, breakbeat, reggaeton, rock et ska, mêlé à des rythmes de musique électronique. Les paroles des morceaux traitent des problèmes politiques et sociaux actuels.

## Histoire
Le groupe est formé en 2014 par Panxo (Toni Sánchez), ancien membre du Orxata Sound System et Sophy Zoo (groupe de hip-hop en espagnol et valencien depuis 2008, DJ de Riot Propaganda), et son frère Pablo Sánchez de La Raíz. Tempestes vénen del sud est leur premier album, qui comprend Estiu, un single sorti au printemps de la même année et qui compte environ un million et demi de vues dans un court laps de temps. Il est produit par le label Propaganda Pel Fet!, et sorti le 21 octobre 2014.  Avec cet album, ils jouent plus de 65 concerts. 
En 2015, ils sont les têtes d'affiche du festival Feslloch, le plus important de la musique valencienne. Leur deuxième album, Raval,,, est publié le 24 mars 2017. Le nom de l'album se rapporte au raval de l'histoire, la périphérie qui accueille le social marginalisé mais qui a souvent été le berceau des expressions artistiques qui finiront par devenir populaires.

## Discographie

### Albums studio
- 2014 : Tempestes vénen del sud
- 2017 : Raval
- 2021 : Llepolies

### Singles
- 2014 : Estiu
- 2015 : Escenes quotidianes vol.III
- 2015 : Esbarzers
- 2015 : Camins
- 2016 : Escenes quotidianes vol.IV
- 2016 : Escenes quotidianes vol.V i VI
- 2016 : Escenes quotidianes vol.VII
- 2016 : Escenes quotidianes vol.VIII
- 2017 : El cap per avall
- 2017 : La Mestra (chanson en hommage à Marifé Arroyo[12])
- 2018 : Robot
- 2018 : Omertà
- 2018 : Cançons d'ofrena
- 2018 : Karrer de l'amargura
- 2021 : Avant
- 2021 : Llepolies
- 2022 : Grauera

## Distinctions
| Année | Prix                 | Catégorie                          | Résultat   | Réf.   |
| ----- | -------------------- | ---------------------------------- | ---------- | ------ |
| 2018  | XX Premios Enderrock | Meilleur groupe                    | Nomination | [ 13 ] |
| 2018  | XX Premios Enderrock | Meilleur album de pop-rock (Raval) | Nomination | [ 13 ] |
| 2018  | XX Premios Enderrock | Meilleure réalisation              | Nomination | [ 13 ] |
| 2018  | XX Premios Enderrock | Meilleur clip (El cap per avall)   | Lauréat    | ,      |